# Boppeus acuticollis
Boppeus acuticollis là một loài bọ cánh cứng trong họ Cerambycidae.